# Ontspoorinrichting

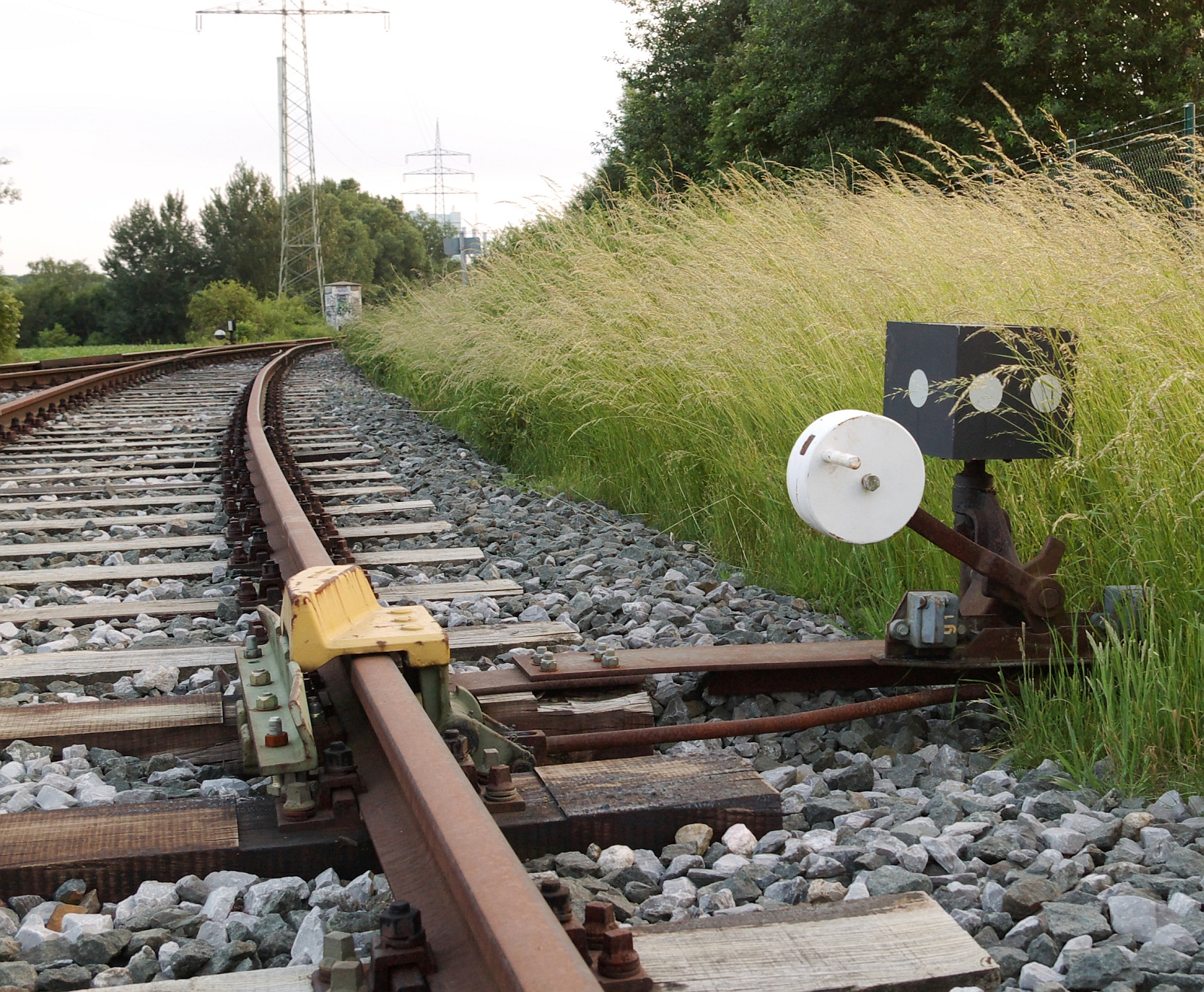
Een ontspoorplaat bij de Duitse spoorwegen

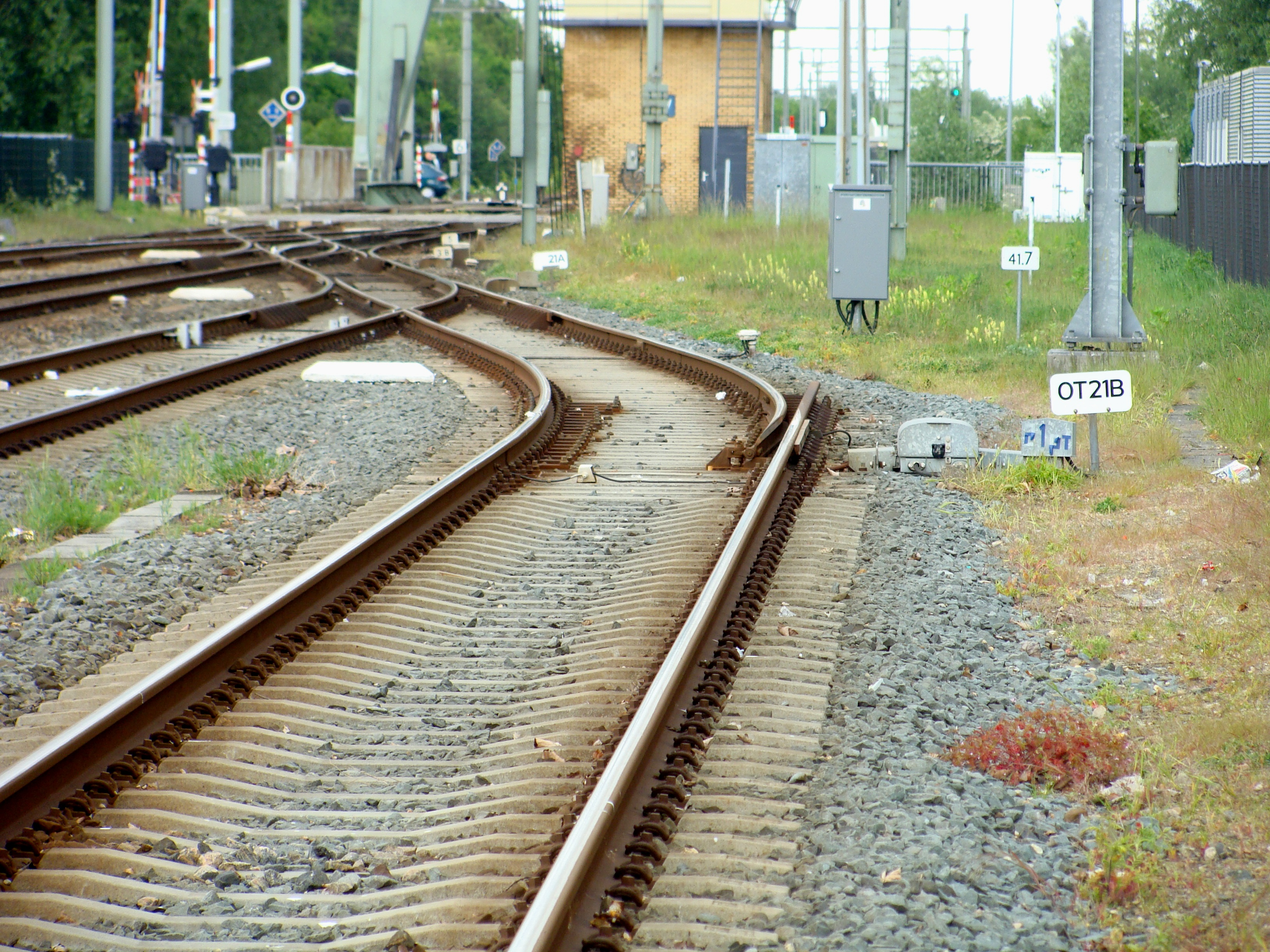
Ontspoorwissel op station Alkmaar (Nederland), in de stand waarbij een van de waarnemer af bewegende trein zal ontsporen

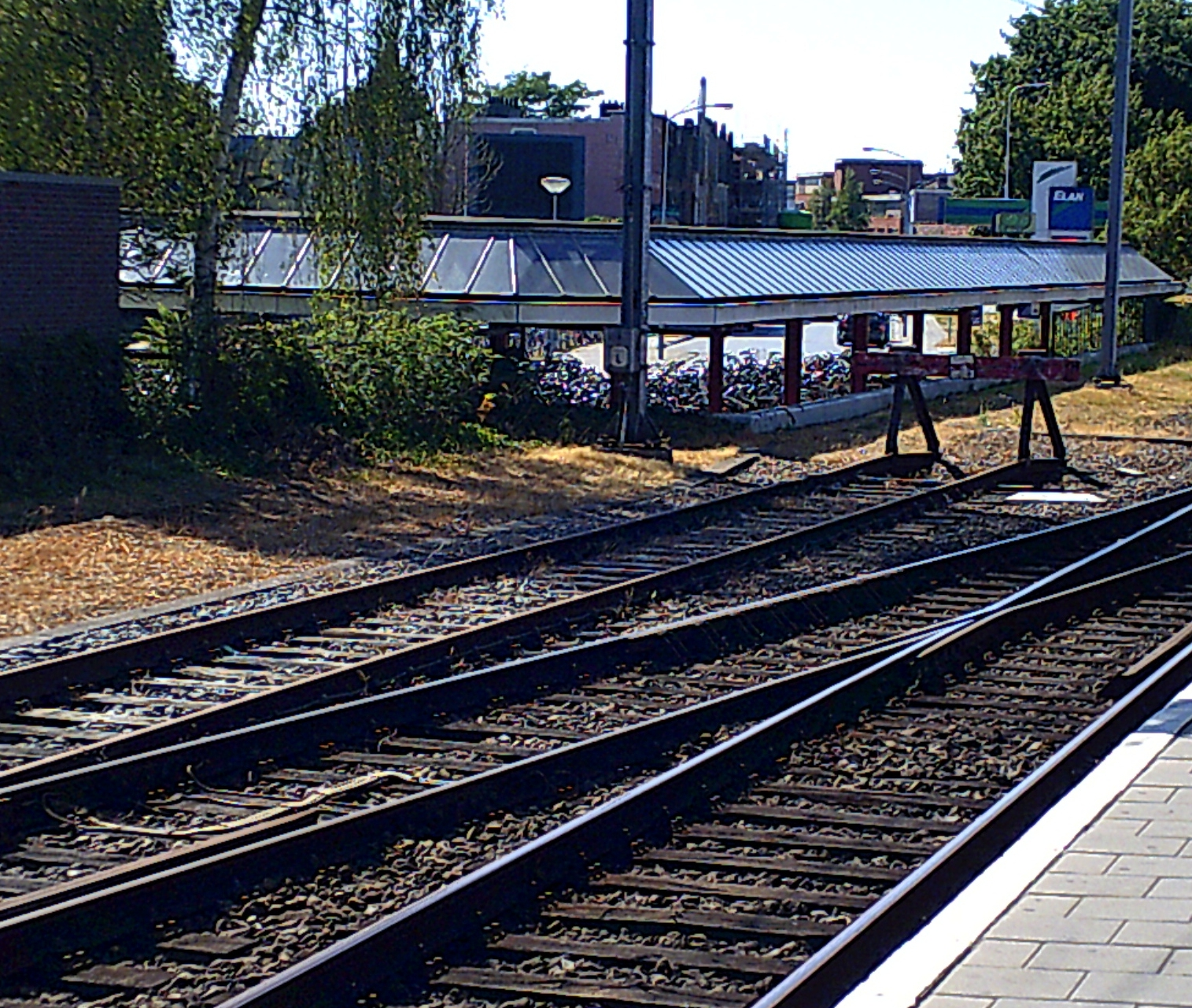
Kopspoortje op station Ede-Wageningen. Naast het stootblok, tussen de uiteengaande sporen van het wissel, ligt de witte vrijbalk. Het is niet toegestaan een voertuig tussen het wissel en de vrijbalk te plaatsen. Er past echter geen enkel voertuig tussen de vrijbalk en het stootblok. Het kopspoortje dient dan ook alleen als flankbeveiliging.

Een ontspoorinrichting is een voorziening in een spoor om te voorkomen dat railvoertuigen onbedoeld naar een plaats rijden waar ze schade of gevaar kunnen veroorzaken. De keuze van een ontspoorinrichting is altijd gebaseerd op een risicoanalyse. Ontspoorinrichtingen kunnen een wasplaats of werkplaats beschermen of voorkomen dat een trein onbedoeld een hoofdspoor oprijdt. In dat laatste geval is de ontspoorinrichting een vorm van flankbeveiliging,  een veiligheidsmaatregel die voorkomt dat een passerende trein in de flank aangereden kan worden.
Meestal ontstaat er schade als een voertuig ontspoort. Er is een hijskraan nodig om het voertuig weer op het spoor te zetten. Men zal dus steeds trachten te voorkomen dat een voertuig tegen de ontspoorinrichting rijdt. 
Ontspoorinrichtingen kunnen zowel met de hand als automatisch bediend worden. Bij automatische bediening zijn ze gekoppeld aan de rijwegbeveiliging. Dat garandeert dat de ligging van wissels en de stand van eventuele seinen corresponderen met het al of niet in werking zijn van de ontspoorinrichting.
Ontspoorblok, stopontspoorblok of stopblokEen ontspoorblok is een stalen blok met een schuine geleiding dat op een van de rails wordt geplaatst. Het ontspoorblok ligt naast de rail als het niet in werking is, en wordt op de rail geklapt als het wel in werking is. Een ontspoorblok kan één of enkele wagens tot stilstand brengen. Bij een wat hogere snelheid wordt een wagen uit de rails getild en naast het spoor gezet. Een ontspoorblok is niet geschikt voor locomotieven of treinstellen. Dit materieel is zo zwaar dat de kans dat ze door een ontspoorblok tegengehouden worden of zullen ontsporen te klein is, terwijl dit materieel wel schade zal oplopen.
OntspoorplaatEen ontspoorplaat is een plaat met een schuine geleiding. Hij lijkt op een ontspoorblok, maar het stalen blok is vervangen door een plaat. Een ontspoorplaat kan één of enkele spoorwagens naast de rails zetten maar brengt ze niet tot stilstand. Een ontspoorplaat is niet in staat een trein tegen te houden, ook niet bij zeer lage snelheid. Een ontspoorplaat werkt alleen bij lichtere spoorwagens. De kans dat zwaarder materieel ontspoort is kleiner, maar de kans dat zwaarder materieel schade oploopt is ook kleiner.
Ontspoortong of ontspoorwisselDit is een enkele wisseltong. Het is te zien als een zeer onvolledig wissel, waarvan ook het puntstuk ontbreekt. Deze voorziening is geschikt voor zwaar materieel zoals locomotieven en treinstellen. Nadeel is dat een op drift geraakt voertuig altijd zal ontsporen, terwijl een ontspoorblok een langzaam rijdend voertuig zonder schade kan tegenhouden.
KopspoortjeEigenlijk mag dit geen ontspoorinrichting meer heten. Een kopspoor is een spoor dat eindigt bij een stootblok. Wanneer een ontspoortong wordt aangevuld tot een compleet wissel, met een stukje spoor en een stootblok, ontstaat een kopspoor met dezelfde functie als een ontspoortong. Het voordeel van een kopspoortje is dat de kans op schade kleiner is. Soms wordt zo'n kopspoortje met een laag grind bedekt, waar een remmende werking van uitgaat, of is een stootblok zo ontworpen dat het bij aanraking door een trein over de rails kan schuiven en daarbij remt. Deze maatregelen beperken eventuele schade bij een iets grotere snelheid. Een kopspoor is ook geschikt voor zwaar materieel als locomotieven en treinstellen.